# Кристенсен, Хенрик Дам
Хе́нрик Дам Кри́стенсен (дат. Henrik Dam Kristensen, род. 31 января 1957, Ворбассе, Южная Дания) — датский политик, член Социал-демократической партии Дании. В прошлом — спикер фолькетинга (датского парламента) (2019—2022), депутат фолькетинга (1990—2004, 2007—2022), министр занятости Дании (2014—2015), министр транспорта Дании (2011—2013), депутат Европейского парламента (2004—2006), министр социальных дел Дании (2000—2001), министр продовольствия (1996—2000), министр сельского хозяйства и рыболовства (1994—1996).

## Биография
Родился 31 января 1957 года в Ворбассе, сын кузнеца Уве Дам Кристенсена (Ove Dam Kristensen) и предпринимательницы Гудрун Дам Кристенсен (Gudrun Dam Kristensen).
В 1978—1986 гг. — почтальон в Ворбассе. В 1986—1988 гг. работал в Датском совете по делам беженцев (DRC). В 1988—1990 гг. — директор школы Фонда образования взрослых (AOF) в Гринстеде.
С 1984 года был кандидатом от Социал-демократов в округе Гринстед, с 2005 года — в округе Хорсенскредсен.
По результатам парламентских выборов 1990 года избран впервые депутатом фолькетинга в округе Рибе. Переизбирался в том же округе в 1994, 1998 и 2001 годах.
27 сентября 1994 года назначен министром сельского хозяйства и рыболовства Дании в правительстве Поуля Нюрупа Расмуссена. 30 декабря 1996 года назначен министром продовольствия Дании в том же правительстве. 23 февраля 2000 года назначен министром социальных дел Дании в том же правительстве.
По результатам выборов 2004 года избран депутатом Европейского парламента. Был членом фракции европейских социалистов, Комитета по рыболовству и Комитета внутреннего рынка и защиты прав потребителей.
С октября 2006 года до избрания в фолькетинг — генеральный секретарь Социал-демократической партии Дании.
По результатам парламентских выборов 2007 года вновь избран депутатом фолькетинга в округе Восточная Ютландия. Переизбирался в том же округе в 2011, 2015 и 2019 годах.
В 2009—2011 гг. — председатель датской делегации в Северном совете, в 2011 году — президент совета.
3 октября 2011 года назначен министром транспорта Дании в правительстве Хелле Торнинг-Шмитт.
В 2013—2014 гг. — председатель фракции социал-демократов.
10 октября 2014 года назначен министром занятости Дании в правительстве Хелле Торнинг-Шмитт.
В 2015—2019 гг. — председатель датской делегации в Северном совете, в 2016 году — президент совета. В 2016—2022 гг. — член президиума фолькетинга. Являлся в 2015—2019 гг. заместителем председателя Комитета по регламенту, а в 2019—2022 гг. — председателем Комитета по регламенту.
В 2018—2019 гг. — секретарь фракции социал-демократов.
21 июня 2019 года избран спикером фолькетинга.
Не баллотировался на парламентских выборах 2022 года.

## Личная жизнь
Женат на Бенте Дам Кристенсен (Bente Dam Kristensen).